# Bobby (1973)
Bobby ist ein sehr erfolgreicher indischer Teenager-Liebesfilm von Raj Kapoor aus dem Jahre 1973.

## Handlung
Der 18-jährige Raj Nath, Sohn des reichen Industriellen Mr. Nath, verliebt sich in die 16-jährige Bobby. Sie ist die Enkelin seiner ehemaligen Haushälterin und Erzieherin und Tochter des armen Goanischen Fischers Jack Braganza.
Es passierte als Raj seine alte Haushälterin besuchte und zum ersten Mal Bobby sah. Für ihn war es Liebe auf den ersten Blick. Aber Raj realisiert, dass sein exzentrischer Vater die Beziehung mit der Tochter eines armen Fischers nicht einfach hinnehmen wird.
Aufgeben will Raj nicht und aufgrund seiner Beharrlichkeit gibt sein Vater nach und besucht Jack, eigentlich um bei ihm um die Hand seiner Tochter für Raj anzuhalten. Doch stattdessen beschuldigt er Jack, dass die Schönheit seiner Tochter Schlüssel zu Rajs Geld sei. Er bietet Jack sogar Geld an, nur damit sie Raj in Ruhe lassen. Bobbys Vater fühlt sich durch diese Anschuldigungen gedemütigt und beschimpft Mr. Nath. Jack sperrt Bobby sogar ein.
Raj wird mit einem anderen Mädchen namens Alka Sharma verlobt. Aber Raj und Bobby können ohne einander gar nicht mehr leben und so flieht Raj von zu Hause, um sich mit Bobby zu verheiraten. Letztendlich gesteht Mr. Nath seine Fehler und nimmt Bobby, als Schwiegertochter, in die Familie auf.

## Auszeichnungen
- Filmfare Award/Bester Hauptdarsteller an Rishi Kapoor (1974)
- Filmfare Award/Beste Hauptdarstellerin an Dimple Kapadia (1974)
- Filmfare Award/Bester Ton an Allauddin Khan Qureshi (1974)
- Filmfare Award/Bester Playbacksänger für den Song Beshak Mandir Masjid an Narendra Chanchal (1974)
- Filmfare Award/Bestes Szenenbild an A. Rangaraj (1974)

## Sonstiges
Unter den zahlreichen Liebeslieder des Films ist auch das bekannte Hum tum ek kamre mein band ho, eines von mehreren Duetten von Shailendra Singh und Lata Mangeshkar. Weitere Playbacksänger sind Narendra Chanchal und Manna Dey. Die Liedtexte stammen von Anand Bakshi, Vithalbhai Patel und Inderjit Singh Tulsi.
Ein Stück aus dem Song Main Shayar To Nahin ist auch in dem Film Hum Tum zu hören. Da spielte Rishi Kapoor diesen Song am Klavier im Flughafen von Paris.